# Бурун (народ)
Бурун (барун, горные бурун, северные бурун) — нилотский народ группы северные луо в пограничных с Эфиопией районах Судана к югу от г. Курмук и бассейна р. Томбак и Ябус.

## Численность
Численность вместе с родственными народностями рагрейг и мабаан составляет 68 тыс. чел.

## Язык и религия
Основной язык — бурун шари-нильской группы нило-сахарской семьи. Также распространён арабский язык. Большинство представителей народа — мусульмане-сунниты.

## Исторический очерк
В XVI в. предки народа Бурун пришли на современную территорию заселения с запада, из долины Нила. В XVI—XVIII вв. входили в государство Сеннар.

## История исследования
Значительный вклад в исследование народа сделал капитан Коннингэм, который исследовал страну Бурун на севере р. Собат.

## Традиционные занятия
Основными традиционными занятиями являются: ручное земледелие (просо-элевисина, тэфф, дурра, бобовые), отгонное скотоводство (крупный и мелкий рогатый скот), рыболовство, собирательство. Развиты резьба по дереву (культовая скульптура, утварь), изготовление лодок.
Известно, что работорговля среди представителей народа бурун сохранялась вплоть до первой половины XX в. .

## Образ жизни
Живут в деревенских общинах, состоящих из родственных большесемейных общин, возглавляемых старейшиной. Брак патрилокальный, встречается полигиния. Поселения кучевые, имеют ограду, служащую загоном для скота, располагаются по берегам водоёмов.

## Жилища
Жилище суданского типа — круглое с цилиндрической крышей, глинобитными или плетёнными стенами. Хозяйственные постройки — хлевы, глинобитные зернохранилища на опорах.

## Одежда
Традиционная одежда — Кожаный передник, пучок травы или листьев. Современные мужчины носят белые рубахи с широкими рукавами, женщины — белые покрывала, длинные хлопчатобумажные платья.

## Пища
Основной пищей представителей народа бурун являются каши, лепёшки, молоко, в дождливый период — рыба, дичь.

## Фольклор
Развит фольклор. Традиционные верования — культ предков, тотемизм.